# علی برقی
علی برقی (۱۰ آبان ۱۳۵۷ – ۲۳ بهمن ۱۳۹۹) بازیگر سینما، تئاتر و تلویزیون اهل ایران بود.

## زندگی حرفه‌ای
علی برقی نخستین بار در سال ۱۳۷۱ در فیلم شرم به کارگردانی کیومرث پوراحمد بازیگری را آغاز کرد.
از مهم‌ترین آثار علی برقی می‌توان به ویلای من، بچه‌مهندس، دادستان، و نون و ریحون اشاره کرد.

## فیلم‌شناسی

### فیلم
| نام فیلم     | سال  |
| ------------ | ---- |
| شرم          | ۱۳۷۰ |
| دادستان      | ۱۳۷۰ |
| گشت ارشاد ۲  | ۱۳۹۵ |
| هزارتو       | ۱۳۹۸ |
| آهنگ دو نفره | ۱۳۹۹ |

### سریال
| نقش  | نام فیلم       | نقش       | شخصیت             |
| ---- | -------------- | --------- | ----------------- |
| ۱۳۹۷ | بچه مهندس۱     | رضا       | آشپز پرورشگاه     |
| ۱۳۹۳ | یک خواب راحت   |           |                   |
| ۱۳۹۲ | ویلای من       |           |                   |
| ۱۳۹۰ | ساختمان پزشکان | آقای خیری | بیمار دکتر فرزانه |
| ۱۳۸۹ | نون و ریحون    |           |                   |

### شبکه نمایش خانگی
| نام فیلم | نقش  | شخصیت    |
| -------- | ---- | -------- |
| ویلای من | رقیق | کمک آشپز |

## زندگی شخصی
همسر علی برقی، میترا شیرخانی نیز در ۱۳ فروردین ۱۳۹۲ بر اثر ایست قلبی درگذشته‌بود. آن‌ها دو دختر به نام‌های باران و بهار داشتند.

## درگذشت
علی برقی در ۲۳ بهمن ۱۳۹۹، در سن ۴۲ سالگی بر اثر آمبولی ریه در بیمارستان سینای تهران درگذشت.